# 강유

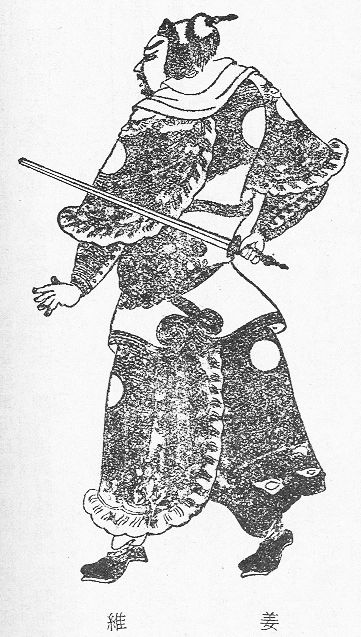
강유

강유(姜維, 202년 ~ 264년)는 중국 삼국 시대 촉한의 무장으로 자는 백약(伯約)이며 옹주 천수군 기현(冀縣) 사람이다. 본래 위의 관리였는데 제갈량의 제1차 북벌 때 촉으로 귀순하였다. 제갈량에게 능력을 인정받아 촉에서 주요 직책을 맡으며 중히 쓰였으며 촉한사영이 죽자 병권을 잡아 대장군이 되었다.
주로 외치를 담당하여 주도적으로 북벌 실행했고 위나라와 일진일퇴의 공방을 펼쳤으나 당시엔 큰 공로는 없었다. 비의 사후, 본격적으로 병권을 잡고 나서 조수, 적도에서의 대승으로 한때 옹주 전체를 점령할 뻔 하기도 했고 농서에서 강족같은 이민족들에게 상당한 영향력을 행사했으나 단곡 전투의 패배 이후엔 별 다른 소득을 거두지 못하고 이후 잦은 북벌로 민생이 피폐해졌다는 이유로 인해 중앙정계에서 사실상 배제되었다. 촉한의 멸망 후에는 위나라 점령군 종회를 이용해 촉한의 재건을 꾀했지만 실패로 돌아갔다.
배잠론(裴潛論)에서 강유(姜維)는 촉한에서 내세운 최후의 명장으로, 삼국지연의에서는 나이가 너무 젊어 논란이 많았으나 제갈량의 후사(後事)를 받은 뛰어난 인재라는 평을 내리고 있다.

## 생애

### 위나라에서 촉나라로
아버지 강경(姜冏)은 군에서 공조(功曹)로 일했으며 강유가 어렸을 때 강족으로부터 태수를 지키다 전사하였다. 정현의 학문을 좋아했으며 입신양명에 뜻이 있어 자신을 목숨 바쳐 따르는 무리를 양성하였다. 군에서 상계연(上計掾)으로 근무했고, 주의 종사(―從事)도 지냈다. 아버지의 순직으로 인해 중랑(中郞)이 되어 천수군의 군무에도 참여하였다.
228년(건흥 6년) 촉나라 승상 제갈량이 기산(祁山)으로 진출하였다. 이때 옹주자사 곽회는 천수군을 순찰 중이었고, 천수태수 마준은 강유, 공조 양서, 주부(主簿) 윤상, 주기(主記) 양건(梁虔) 등을 데리고 곽회를 수행하고 있었다. 곽회는 긴급히 상규현(上邽縣)으로 달려갔고 마준도 여러 현들이 호응한다는 소식에 곽회를 따라갔다. 강유는 기현으로 복귀해야 한다고 간언했지만 마준은 강유 등도 믿지 않았다. 강유는 어찌하지 못하고 태수와 떨어져 가족이 있는 기현으로 돌아왔다. 기현 사람들의 바람에 따라 제갈량의 진영으로 가 회담하는데 장합이 촉군 선봉 마속이 선점하고 있던 가정(街亭)을 뚫어냈다. 제갈량은 서현(西縣)의 1,000여 가와 강유 등을 끌고 퇴각하였다.
제갈량의 촉망을 받아 창조연(倉曹掾)에 봉의장군(奉義将軍)을 겸하고 당양정후(當陽亭侯)로 봉해졌다. 230년, 정서장군(征西将軍)에 임명되고 중감군(中監軍) 혹은 호군(護軍)을 맡았다. 234년, 보한장군(輔漢将軍)으로 옮기고 우감군(右監軍)을 담당했으며 평양후(平襄侯)로 진봉됐다. 238년(연희 원년) 대장군 장완을 따라 한중군에 주둔하였다. 239년 장완이 대사마가 되었다. 강유는 그 사마가 되어 소규모 분견대로 수차례 위나라를 침범하였다. 243년, 진서대장군(鎮西大将軍)으로 승진하고 양주자사를 겸하였다. 장완은 강유와 함께 상용기습작전을 기획하나 장완 본인의 병세 때문에 실행하지 못했다.
244년 낙곡 대전에선 왕평이 시간을 끄는 사이 비의와 함께 중앙군을 이끌고 깊숙히 몰아쳐 위나라 군대를 몰아내었다.

### 비의의 시대
246년, 장완이 병사한 이후 그의 권한은 제갈량이 생전 안배해 둔 후계자인 비의에게로 옮겨졌다. 246년 11월, 강유는 농서로 진격하여 곽회와 하후패를 이기고 돌아왔으며 247년 위장군으로 승진하고 대장군 비의와 함께 녹상서사에 오른다. 강유 역시 녹상서사였지만 비의가 대장군, 강유가 위장군인만큼 실제적으론 비의가 강유의 상관이었다. 문산군(汶山郡) 평강현(平康縣)의 반항하는 이민족들을 토벌하였다. 한편 농서군, 남안군, 금성군, 서평군 일대의 강족 아하소과, 벌동(伐同), 아차새(蛾遮塞) 등이 위나라에 반기를 들고 촉나라에 연락을 취하였다. 양주의 유명 호인(胡人)인 치무대(治無戴)도 이에 가담하였다. 강유가 토촉호군(討蜀護軍) 하후패가 진을 치고 있던 위시(爲翅)로 치고 올라갔으나 곽회가 풍중(渢中)을 거쳐 내려오는 바람에 후퇴하였다. 곽회는 다음 해까지 대적하는 강족들을 몽땅 소탕하였다. 강유는 패주한 치무대를 강천(彊川)으로 나가 영접하고, 음평태수 요화는 성중산(成重山)에 요새를 쌓으면서 패배한 강족들을 거둬들였다. 곽회는 부대를 나눠 하후패는 답중(沓中)에서 강유를 저지하고, 자신은 요화를 공격하였다. 강유는 위군의 뜻밖의 기동에 더 서쪽으로 가지 못하고 요화를 구원하러 갈 수밖에 없었다.
249년, 국산(麴山)에 의거해 성 두 개를 축조하고 구안과 이흠(李歆)을 주둔시켰다. 위나라의 신임 옹주자사 진태는 그 보급로를 끊어 말려 죽이려 하였다. 구안 등은 진태를 도발하는 한편 눈을 녹여가며 어렵사리 버텼다. 강유가 이들을 구하기 위해 우두산(牛頭山)에서 나오자 정서장군 곽회가 조수(洮水)로 이동하며 강유의 퇴로까지 끊으려 하였다. 강유는 포위망이 완성되기 전에 철수하였고 고립무원에 빠진 구안 등은 저항을 포기하였다. 강유는 철수하다 말고 다시 방향을 돌렸는데 남안태수 등애가 어떻게 알고 백수(白水) 북쪽에 진을 치고 있었다. 이에 요화로 하여금 맞은편에 진영을 설치해 그 시선을 붙잡아두고 자신은 동쪽으로 60리 거리에 있던 조성(洮城)을 습격했는데 등애는 혹시라도 강유가 다시 돌아올지도 모른다고 생각해 먼저 와있어 허사가 되었다. 250년, 다시 서평군으로 출진했으나 이기지 못하고 돌아왔다.
강유는 서방의 풍속에 익숙하고 그 무재도 자신했으므로 여러 강인과 호인들의 도움을 받아 농산(隴山)의 서쪽 지역을 아우를 수 있다고 여겼다. 매양 대군을 일으키고 싶어했지만 비의가 “우리는 제갈승상이 아니오. 승상조차 중국을 평정하지 못했는데 하물며 우리야! 나라를 지키고 백성을 잘 다스려 사직을 보존해야 합니다. 대업은 능력자를 기다려야지 요행을 바라서는 안 됩니다.”라며 제지하여 10,000명 이상을 운용하지 못했다.

### 본격적인 북벌

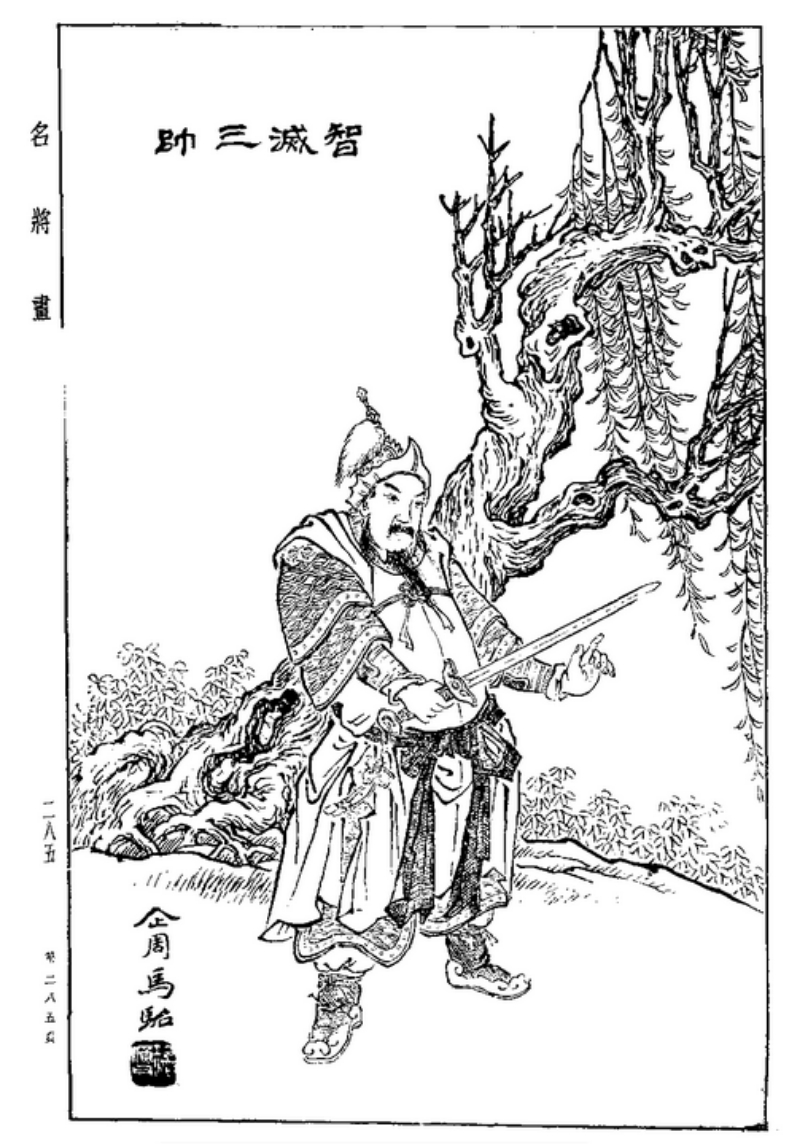
강유

253년 정월, 비의가 피살당했다. 여름, 드디어 수만 명을 동원해서는 석영(石營)과 동정(董亭)을 지나 남안을 포위하였다. 진태가 낙문(洛門, 落門, 천수군 기현 소재)으로 와 대치하였고 강유는 식량이 바닥나 철군하였다. 254년, 독중외군사(督中外軍事)를 더하였다. 농서군 적도현장(狄道―) 이간(李簡)이 성을 들어 투항하였다. 이를 기회로 농서군을 휩쓸고 다녀 양무현(襄武縣)에서 서질을 무찌르고 하관(河關), 적도, 임조(臨洮) 세 현의 주민들을 데려왔다.
255년, 이전에 귀순해온 거기장군 하후패 등과 같이 또 적도로 진격하였다. 국가도 작고 백성들도 힘들어한다며 무력을 남용해선 안 된다고 반대하는 장익도 대동하였다. 일단 기산, 석영, 금성(金城) 세 군데로 진군한다며 거짓 정보를 흘리고는 수만 명을 통솔해 부한현(枹罕縣)으로 갔다가 적도로 내달렸다. 곽회 사후 정서장군을 이은 진태는 여기에 속지 않고 옹주자사 왕경더러 적도로 나아가 자신을 기다리라 명하였다. 강유는 시간을 주지 않고 조수 서쪽에서 왕경을 대파하였다. 왕경군은 수만 명이 죽거나 뿔뿔이 흩어졌으며 만여 명만이 적도성으로 물러났다. 이에 등애마저 당황하여 옹주를 포기하는게 좋겠다는 발언을 했으나 진태는 이를 거부하였다. 한편 장익이 지금의 크나큰 공적도 훼손될 수 있다며 작전을 더 지속하는 것은 사족(蛇足)이라고 말렸지만 강유는 그대로 적도를 에워쌌다.
진태는 신속하게 부풍군 진창현(陳倉縣)과 천수군 상규현을 경과하고 몰래 고성령(高城嶺)도 넘어 밤중에 적도의 동남쪽 산에 당도하였다. 진태의 군대가 갑자기 적도 남쪽에서 나타나자 강유는 일부 군사를 인솔하여 산을 타고 진태의 군사를 습격했으나 이미 고지에 자리잡은 진태에게 이길 수 없어 돌아갔다.
이어 양주의 위군까지 금성을 지나 적도로 오고 있었고 진태와 왕경이 비밀리에 날짜를 정하고 함께 강유의 퇴로를 막으려고 하자 이 계획을 들은 강유군은 즉시 퇴각했다. 구원받은 왕경은 "식량은 열흘분도 못 남았습니다. 만일 때에 이르러 구원병이 오지 않았다면 성을 들어 궤멸해 옹주를 잃게 되었을 것입니다."라며 진태에게 감사했다. 한편 강유는 위나라 영토 내 적도 남쪽인 종제(鍾提, 鍾題)로 군을 물렸다.

### 단곡의 패배 이후 입지가 좁아지다.
256년 적도 전투의 공으로 대장군에 이르렀다. 이번엔 기산으로 출정했는데 안서장군(安西将軍) 등애가 미리 방비를 하고 있었다. 방향을 동정으로 틀어 남안으로 질주하니 등애도 무성산(武城山)에서 맞섰다. 이에 교전해봤지만 뚫기 어려웠다. 진서대장군 호제(胡濟)와 동쪽의 상규에서 합치기로 약속하고 밤중에 위수를 건너 재빠르게 기동하였다. 그러나 알 수 없는 이유로 약속 날짜에 호제는 제 시간에 도달하지 않았고 결국 상규 앞 단곡(段谷)에서 등애 군과 회전을 하여 대패당했다. 장수 십 수 명이 사망하고 천여급이 참수되는 등 많은 사람이 죽거나 흩어졌다. 여론은 강유를 원망하였고 농서의 협력 세력들도 요동쳤다. 스스로 후장군으로 관직을 깎되 대장군의 업무는 그대로 보았다.
257년(연희 20년), 위나라의 정동대장군(征東大将軍) 제갈탄이 회남에서 반란을 일으킨 덕분에 관중의 병력이 동쪽으로 빠졌다. 강유는 진천(秦川) 지방을 목표로 수만 명을 이끌고 낙곡(駱谷)을 나서 침령(沈嶺)에 다다랐다. 그 앞의 위나라 성채 장성(長城)에는 비축된 곡물만 많을 뿐 수비병이 적어 대다수가 몹시 두려워하였다. 그럼에도 진태의 후임 정서장군 사마망이 막아서고, 진서장군으로 옮긴 등애도 농서로부터 지원을 왔다. 강유는 망수(芒水)에 군영을 설치하고 연거푸 싸움을 걸었으나 사마망과 등애는 꿈틀도 하지 않았다. 이 해, 연이은 출병으로 촉한사람들이 초췌하니 초주가 진지의 협조하에 북벌을 쉬고 때를 기다리자는 내용의 <구국론>을 짓는다. 그런데 정작 초주의 구국론을 당시 사람들이 주의깊게 살피지 않았다.
258년(경요 원년), 제갈탄이 패망했다는 소식에 성도로 환군하였다. 이 해, 내치를 총괄하던 진지가 죽고 환관 황호가 권력을 잡았다. 강유는 다시 대장군 직위를 회복하였으나 262년까지 4년간 북벌을 쉬고 별다른 움직임을 보이지 않았다.

### 방어 작전 계획의 변경
선주인 유비 때부터 촉나라의 방어 계획은 적을 경계서부터 겹겹이 막아 아예 한중 분지로 들어오지 못하게 하는 것이었다. 왕평이 조상을 상대로 대승을 거두었던 낙곡 전투의 기본 전략도 그것이었다. 강유는 다음과 같이 건의하며 이를 개편하였다. “이 방법은 《주역》의 중문격탁(重門擊柝)에는 부합하지만, 적을 막기만 할 뿐 큰 이익을 꾀할 수는 없습니다. 적의 공격 징후가 포착되면 한중 일대의 군사와 곡식을 한성(漢城, 한중군 면양현 소재)과 낙성(樂城, 성고현 소재)으로 집중시켜 적을 평지로 들이고, 쓰촨 분지로 향하는 관문들을 강화하는 게 낫습니다. 유사시에는 유격병을 투입해 빈틈을 노립니다. 적들은 쓰촨 분지로 진입하지 못하고 길게 늘어지기만 한 보급선에 고통받을 것입니다. 적들이 총퇴각할 때 비로소 출성하여 한꺼번에 들이치면 적들을 쓸어버릴 수 있습니다.” 그리하여 독한중 호제는 자동군(재동군) 한수현(漢壽縣, 옛 가맹)으로 이전하고, 감군 왕함(王含)은 낙성에, 호군 장빈(蔣斌)은 한성에 머물렀다. 서안(西安), 건위(建威), 무위(武衛), 석문(石門), 무성(武城), 건창(建昌), 임원(臨遠)에도 수비 거점을 마련하였다.

### 황호와의 대립
262년, 황호의 방자함을 싫어하여 처형해야 한다고 유선에게 아뢰었다. 유선은 “황호는 보잘것없는 신하일 뿐이오. 지난날 동윤이 치를 떨던 것도 내 안타까웠었소. 그에겐 신경쓸 가치가 없소.”라 답하였다. 유선과 황호의 관계는 생각보다 끈끈했기에 강유는 아차 싶었다. 황호가 유선의 칙명을 받고 사과하러 왔다. 강유는 답중에서 맥곡 농사를 짓겠다는 구실로 성도를 빠져나왔다. 동년 10월(음력), 강유는 4년만에 조양(洮陽)을 찔러봤다가 후화(侯和)에서 정서장군 등애에게 격파당하고 답중으로 후퇴하였다. 단곡 이후 강유는 공적을 세우지 못했고 따라서 교체하자는 의론이 있었다. 황호는 강유를 내리고 평소 친밀했던 우대장군 염우를 올리고 싶어했다. 강유는 일이 생길까 우려하여 성도로 귀환하지 않고 답중에 그대로 눌러앉았다.
263년, 위나라 진서장군 종회가 촉나라를 도모하고자 관중군을 훈련한다는 보고를 받았다. 그래서 좌거기장군 장익과 우거기장군 요화를 각각 양안관구(陽安關口)와 음평교두(陰平橋頭)에 미연에 배치해야 한다고 표를 올렸다. 황호가 무당을 불러 점을 치니 쳐들어오지 않는다는 점괘가 나와 유선은 그 표문을 공론에 부치지 않았다.

### 촉한의 운명과 함께
가을, 종회가 낙곡으로, 등애가 답중으로 대거 남하해서야 조정에서는 요화를 답중으로, 장익과 보국대장군(輔國大将軍) 동궐을 양안관구로 파병하였다. 옹주자사 제갈서마저 건위로 남진했으므로 요화는 강유의 주요 후퇴로인 음평에서 대비하였다. 강유는 음평으로 패주하였다. 관구는 장서가 관성을 나가 항복하면서 부첨의 분전에도 불구하고 호열에게 함락됐는데 장익과 동궐은 이제야 한수현에 닿았다. 종회는 한성과 낙성은 포위만 해두고 바로 촉나라의 중심부를 향해 쇄도하였다. 강유와 요화는 음평을 포기하고 장익·동궐과 합쳐 검각에서 항전하였다. 강유는 종회의 회유에 답하지도 않고 수비에만 임하였다. 종회는 검각을 돌파하지 못하고 무척이나 길어진 병참선에 철병을 고려하였다.
겨울, 등애가 측면의 무인지경인 산과 계곡 700여 리를 개척해 내려갔다. 강유(江油)의 수비대장 마막은 항복하고 광한군 면죽현(緜竹縣)을 사수하던 위장군 제갈첨은 패사하였다. 검각에선 유선이 성도를 고수한다는 둥, 오나라로 망명한다는 둥, 그게 아니고 남쪽의 건녕군으로 피난간다는 둥 소문만 무성하였다. 진위를 파악하고자 광한현과 처현(郪縣) 방면으로 내려갔다. 얼마 안 가 유선의 항복 조서가 내려와 과(戈)와 갑옷을 내던지고 종회가 있는 부현(涪縣)으로 출두하였다. 장졸들은 분하여 칼로 돌을 찍었다. 종회의 왜 늦었냐는 물음에 낯빛을 바로 하고 눈물을 흘리며 오늘 보는 것만도 빠르다고 답하였다. 종회가 비범하게 여겼다.

### 촉나라 재건 기도
종회는 강유를 후대하여 출타할 때는 같은 수레에 태우고 앉을 때도 동석을 내주었으며 중원의 명사인 태초나 공휴도 그에 미치지 못한다며 칭찬을 아끼지 않았다. 강유는 종회에게 딴 마음이 있음을 알아채고 촉나라 부흥에 이용할 목적으로 바람을 더 넣었다. “듣건대 군께서는 회남에서부터 그 계책에 허점이 없었다고 합니다. 진나라가 창대해진 것은 모두 그 덕택입니다. 이렇게 촉나라까지 정복하여 그 위엄과 덕망이 세상에 진동하니 백성들은 그 공을 존경하고 군주도 그 지모를 두려워할 정도입니다. 그런데도 어찌 이대로 돌아가려 하십니까? 한신은 한나라를 배반하지 않았어도 천하가 평정되자 의심을 받았으며 문종은 범려의 조언을 듣지 않았다가 허망하게 죽었습니다. 그들이 어리석어서 그런 것이었겠습니까? 이해관계가 그런 겁니다. 군께선 이미 엄청난 공과 덕을 이루셨으니 도주공(陶朱公=범려)이 배를 띄워 월왕 구천을 떠난 것을 본받아야지 않겠습니까? 공훈과 몸을 보전하려면 아미산(峨嵋山)에 올라 장량처럼 신선 적송자(赤松子)를 따라가야지 않겠습니까?” 종회는 강유의 본심도 모르고 등애를 참소하였다.
264년 정월, 등애는 체포되어 중앙으로 압송되었다. 사마소는 촉 지방의 정세가 심상찮음을 감지하고 병사 10만을 장안으로 보내 대비하게 했다. 종회는 사마소의 움직임에 압박을 느끼고 서둘러 익주목을 칭하며 반란을 일으켰다. 종회는 위나라 장수들을 잡아들인 다음 수십개의 큰 구덩이를 파고 수천개의 몽둥이를 준비하여서는 외부의 병사를 불러들이게 하여 차례대로 때려죽여 구덩이 속에 넣으려 하였다. 한편 강유는 종회가 위나라 장수들을 죽이면 자신이 종회를 주멸하고 위나라 병사들도 죄다 묻은 후에 유선을 복위시킬 속셈이었다. 유선에게 ‘며칠만 치욕을 견디시면 신이 위태로운 사직을 다시 평안케 하고, 어두워진 일월을 다시 환하게 하겠습니다.’라고 밀서를 전했다. 종회는 강유에게 50,000명을 줘 선봉으로 삼으려 했는데 마침 구건이 음식물을 전해준다고 속이고 잡혀있던 호열을 만나 종회의 계획이 담긴 밀서를 그의 아들 호연에게 몰래 전하니 남아 있던 위나라 장수들과 병졸들이 사실을 알고 분노하여 성도로 너나없이 몰려들었고 마침 무기를 배분하던 중인 종회와 강유를 습격하였다. 강유는 어떻게 하면 좋겠냐고 두려워하는 종회에게 "오로지 적을 격퇴할 뿐."이라고 말하고 손수 위나라 군사 대여섯명을 죽였으나 결국 전사했고 종회도 살해당했다. 이때 강유의 나이 63세였으며 그 시체는 참혹하게 찢겨 훼손되었고 그 처자들도 주살되었다.

## 평가
- 《삼국지》의 저자 진수는 '강백약은 문무를 갖췄고 공명을 세우려는 뜻이 있었으나, 인명을 경시해 병력을 함부로 소모했다'고 서술했다. 또 '어떤 문제든 사리분별이 명확했고 과단성이 있었으나, 본성이 급하고 생각이 조밀치 않아 죽음에 이르렀다'고 덧붙였다. 나악 등은 노자의 《도덕경》을 인용해, "큰 국가를 다스리는 것은 작은 물고기를 굽는 것과 같다. 하물며 작은 나라에 대해서야 여러 차례 소란스럽게 할 수 있겠는가?"라며 여러 차례 북벌에 실패한 강유를 비판했다.
- 극정은 강유에 대해 강백약이 상장군으로 뭇 신하들의 윗자리에 있었음에도 청렴했으며 집이 초라했다고 했다. 더우기 강유를 칭찬하길 '그와 같이 부단히 배우고 소박하며 청렴한 인물은 한 시대의 모범이다'라고 했다.
- 간보는 '강유는 촉상이 되어 나라가 망하고 임금이 모욕을 당했음에도 죽지 않았다가 종회의 난 때야 죽었으니 애석하구나! 죽는 것이 어려운 게 아니라 죽음에 올바로 처하는 것이 어려운 것이다. 이 때문에 옛 열사들은 위태로움을 보면 목숨을 바치고 절의를 던지는 것을 고향으로 돌아가는 것처럼 편안하게 하며 죽는 것을 꺼리지 않았으니, 실로 명이 길지 않음을 알고서 그 마땅한 바를 얻지 못할까 두려워했기 때문이다.'라고 평가하였다.[26]
- 손성이 영화(진목제의 연호 345-356년) 초에 안서장군 환온을 따라 촉을 평정할 때에 여러 노인들을 만났는데 그들이 말하길 강유가 이미 항복한 뒤에 은밀히 유선에게 표소를 올려 '종회에게 거짓으로 항복하여 섬기고 이를 틈타 그를 죽이고 촉 땅을 회복하고자 한다.'라고 말했으나 때마침 일이 이루어지지 못하여 마침내 멸절되기에 이르렀으니 촉인들이 지금도 그를 안타깝게 여긴다고 하였다.[27]
- 손성은 이에 대해 '생각건대, 옛 사람이 이르길 '시달릴 바가 아닌데 시달리면 이름이 반드시 욕되고 의거할 바가 아닌데 의거하면 몸이 반드시 위태로워질 것이며, 욕되고 또한 위태로워지면 죽을 날이 장차 닥칠 것이다.' 하였으니 바로 강유를 일컫는 말이로다! 등애가 강유성으로 들어올 때 군사들이 매우 적었으나 강유는 나아가서는 면죽 아래에서 절의를 떨치지도 못하고 물러나서는 다섯 장수를 총수하여 촉주를 옹위하지도 못하였고, 뒷날 도모할 계책을 생각하다가 역(逆)과 순(順) 사이에서 이랬다저랬다 하였으며 기대하기 어려운 기회에서 물정에 어긋나는 것을 희망함으로써 나라를 쇠약하게 만들며 삼진(三秦)에서 여러 번 군세를 과시하였고, 이미 나라가 멸망한 뒤에 이치를 넘은 대단한 성공을 바랐으니 또한 어리석지 않은가!'라고 강력하게 비난하였다.[28]
- 배송지는 '손성이 강유를 비난하는 말이 또한 합당하지 않다. 당시 종회의 대군이 이미 검각에 이르자 강유가 제장들과 더불어 군영을 벌려세우고 험요지를 수비함으로써 종회가 진격할 수 없어 이미 되돌아갈 계획을 의논하였으니 촉을 온전히 지키는 공이 거의 이루어졌었다. 다만 등애가 측면으로 침입하여 그 배후로 출병하니 제갈첨이 패한 뒤에 성도는 스스로 무너졌을 뿐이다. 강유가 만약 회군하여 내부를 구원했다면 곧 종회가 그의 배후를 틈탔을 것이다. 당시의 사세로 어찌 양쪽을 다 구제할 수 있었겠는가? 그런데도 강유가 면죽 아래에서 절의를 떨치지 못하거나 촉주를 옹위하지 못했다고 책망하는 것은 이치에 맞는 않는 말이다. 종회는 위장들을 모두 구덩이에 파묻어 죽이고 강유에게 대군을 주어 선봉로 삼고자 하였다. 만약 위나라 장군들이 모두 죽고 병사가 강유의 손에 주어졌다면 종회를 죽이고 촉을 회복하는 일은 어렵지 않았을 것이다. 무릇 이치를 넘어 공이 이루어진 연후에 이를 가리켜 기(奇)라 하는 법이니 그 일에 차질이 있었다고 하여 그리 해서는 안되었다고 말할 수 없다. 만약 전단의 계책이 좋지 않은 때를 만났다면 또한 그를 가리켜 어리석다고 할 수 있겠는가!'라고 손성의 비난에 일침을 가했다.[29]
- 호삼성은 '강유가 수차례 전쟁을 하여 촉나라를 망하게 했으니 마침내 초주의 말대로 되었다.'[30]'험요를 내주고 강역을 개방하여 촉나라를 망하게 한 장본인이다.'라며 강유의 한중방어선 계획을 비판했으나[31]종회의 난을 꾸밀때는 '말할 필요도 없는 다른 방도라는 것은 난을 일으키는 것을 말한다. 강유가 실로 지혜로워 족히 종회를 손바닥과 허벅지 위에서 갖고 놀 정도였으나, 시세에 핍박당하고 운명에 제지되었으니 어찌하겠는가!'라고 했으며[32] 강유가 촉후주에게 반드시 사직을 부활시키겠다고 편지를 쓴 것에 대해 '강유의 마음은 처음부터 끝까지 한을 위하였으니 천년의 세월 동안 단처럼 밝게 빛나는구나. 진수, 손성, 간보가 그를 폄하한 것은 모두 잘못된 것이다.'라며 앞선 평자들이 강유를 비판한 것을 전부 잘못이라며 비판하였다.[33]
- 홍대용은 '강유는 무후(제갈량)의 재주는 없으면서 무후의 사업을 하려고 했으니, 그 뜻은 충성스럽지만, 그가 자신의 힘을 헤아리지 못하여 결국 멸망하게 되었던 것이니, 그것은 또한 마땅하지 않겠는가? 요화가 이른바 '지모도 적만 못하고, 병력도 적보다 적으면서 용병하기를 싫어하지 않으니 어찌 생명을 보존할 수 있겠느냐?'라는 말은 참으로 알고 하는 말이다. 또한 모사를 잘하는 자는 그 근본부터 먼저하고 끝은 나중에 하며, 안의 일부터 급히 하고 바깥일은 천천히 한다. 소인이 안에서 일을 주선하는데, 장수가 밖에서 성공한 자는 있지 않다. 그런데, 강유는 정권을 제 마음대로 하는 황호를 능히 억누르지 못하고 저 억센 적에게 뜻대로 하려고 했으니, 지혜롭다 할 수 없다.'라고 평가하였다. 그러나 호삼성의 의견과는 달리 '강유는 양안과 음평을 방비하고자 했으나 황호에게 저지 당했다. 만약 강유의 계획대로 했다면 등애가 음평으로 한 걸음도 들어올 수 없었을 것이다. 등애가 들어오지 않았다면 종회는 스스로 달아나게 되었을 것이니, 촉한이 이같이 빨리 멸망하지는 않았을 것이다.'라고 평가했으며 '강유가 죽을 임시에 꾀한 것은 뜻만은 독하였으나 계획은 소루했던 것이다. 그러나 한나라에 충성한 마음은 죽을 때까지 변함이 없었고 무후가 인정하던 것도 손상시키지 않았으니, 또한 아름답다 하겠다.'라고 평가했다.[34]
- 여사면은 '제갈량이 죽은 후 촉한은 29년간 더 유지됐다. 이 29년 중 앞의 12년 동안은 장완이, 가운데 7년 동안은 비의가, 마지막 10년동안 국정을 총괄한 것은 강유였다. 장완과 비의가 국정을 총괄할 때는 위나라를 정벌하는 대대적인 출병이 없었다. 강유는 누차 대병을 일으키고자 했으나 비의가 항상 그를 막아서 많은 수의 병마를 주지 않았다. 비의가 죽고 난 다음 강유의 일처리가 겨우 비의의 손에서 벗어났으나 역시 큰 공이 없었고 오히려 이로 인해 조국이 피폐해졌다. 당시 그(강유)를 강하게 반대하는 사람이 있었다. 이후의 독서가들도 역시 촉한이 멸망한 것은 강유가 병사를 일으킨 책임이라고 했으나 실제로는 그렇지 않다. 위나라 제왕 조방이 세워진 후부터 고귀향공이 피살 당할때까지의 21년은 삼국시대로 접어든지 21년에서 41년에 이르는 시간으로 실로 위나라에 여러 가지 일이 많았던 때로서 촉한이 북벌을 해야 한다면 그 기회는 절대적으로 이 기간안에 있었으며 그 기회는 이르면 이를수록 좋았는데 이르면 이를수록 위나라의 국정이 더욱 불안정했기 때문이다. 그러나 이 시간 중 태반은 장완과 비의가 정권을 잡고 있었고 강유가 병권을 장악한 때에 이르러서는 이미 너무 늦어버렸다. 그러므로 촉국의 멸망을 강유의 책임으로 돌리는 것은 실로 억울한 것이다. 장완과 비의에 이르러 응당 비교적 큰 책임이 있는 것이다.'라고 하였다.[35]

## 삼국지연의
- 제갈량의 제1차 북벌에서 천수에 머물던 강유는 제갈량의 계략을 간파해 제갈량을 패퇴시켰다고 묘사된다. 싸움을 피하려던 제갈량이 강유의 효심을 이용한 계략으로 그를 사로잡아 굴복시켰다는 설정이었다. 설득에는 강유의 친모를 이용했다고 한다.
- 234년 자신의 수명이 얼마 남지 않은 것을 직감한 제갈량이 하늘에 제단을 열고 기도를 하라는 강유의 조언을 받아들여 군막내 7일간 촛불을 켜고 출입을 엄금했다. 하지만 위연이 이를 어겨 제갈량이 뜻을 이루지 못하고 죽기 직전 강유에게 뒤를 맡기고 더불어 그의 병법을 담은 책을 전수했다고 묘사된다.
- 그렇듯 "연의" 에서는 제갈량의 신임을 받았고, 한마디로 제갈량이 가장 믿고 자기의 뒤를 이을 수 있다고 생각했던 것으로 본다.

## 전설
- 강유가 검각으로 와서 진영을 정비하고 요새를 굳게 지키자, 종회의 10만 대군은 조금도 움직일 수가 없었다. 그런데 뜻밖에도 등애가 성도로 우회 기습하면서 유선이 항복하였다. 유선의 항복 조서를 받든 강유와 장졸들은 원망스럽고 화가 나서 분통을 참지못해 칼을 뽑아 옆의 돌을 베었다. 그때 그가 자른 돌은 지금도 검각 협곡 안에 위치해 있으며, 사람들은 이 돌을 「감도석」이라 부른다.
- 억울하고 울분을 참을 수 없었지만, 강유는 유선의 성지를 거역할 수 없었기에 양면으로 된 군기를 거꾸로 걸게끔 명령을 내려 위국에 투항할 뜻을 표했다. 그 양면으로 된 기를 꽂았던 돌은 주가채의 바위 절벽에 남아있는데, 이를 「쌍기암」이라 부른다.
- 그는 장수와 병사들을 소집하여 각기 지니고 있던 병기를 모아 소검산의 한 동굴에 숨긴 다음, 차후에 때를 보아 군사를 일으켜 한나라 왕실을 부흥하고자 했다. 이 동굴을 「강유 도창고」라고 불린다.
- 강유는 검문관을 떠날 때 마고자를 벗고 손수 빨은 뒤, 이를 말리기 위해 산의 바위 위에 널며 반드시 돌아올테니 그때 다시 마고자를 입을 것이라고 맹세했지만, 결국 한 해가 지나고 또 다시 다른 한 해가 지나도 돌아오지 않자 옷은 돌로 변하였다는 전설이 전해지고 있다, 지금도 검문관 20리 밖에서 큰 바위 위에 널려 있는 마고자의 모양을 볼 수가 있다. 이를 가리켜 「양의암」이라고 한다.

## 같이 보기
- 삼국지 인물 목록

## 참고 문헌
- 《삼국지》44권 촉서 제14 강유
- 《삼국지》33권 촉서 제3 후주 유선